# Quận phu nhân
Quận phu nhân (郡夫人) là một phong hiệu dành do các mệnh phụ. Có nguồn gốc từ đời Đường, Tống.
Đầu đời Đường, quận phu nhân cùng với quốc phu nhân (國夫人) là hai phong hiệu dành cho ngoại mệnh phụ, quận phu nhân có vai vế cao hơn quốc phu nhân. Sau các hoàng đế nhà Đường dùng để phong vị cho phi tần. Từ thời Đường Huyền Tông trở đi, phong hiệu đứng dưới tài nhân một bậc trong hệ thống phẩm vị hậu cung. Tống thời, thấp hơn quốc phu nhân và cao hơn thục nhân (淑人). Thê thất của các quan thần văn võ cũng được phong quận phu nhân.